# Кеннеди, Дэвид Майкл (историк)
Дэвид Майкл Кеннеди (англ. David Michael Kennedy; род. 1941, Сиэтл) — американский историк, специализирующийся на истории США XX века; профессор в Стэнфордском университете, бывший директор центра «Bill Lane Center for the American West»; с 1999 года состоит редактором серии «Оксфордская история США». Обладатель Пулитцеровской премии за книгу «Свобода от страха» о Великой депрессии и Второй мировой войне (2000), финалист премии за свою книгу о Первой мировой войне «Over Here: The First World War and American Society» (1980). Работы Кеннеди отличаются интеграцией экономического и культурного анализа с социальной и политической историей.

## Работы
- Kennedy, David M. Freedom from Fear : the American People in Depression and War, 1929—1945 :  [англ.]. — New York ; Oxford : Oxford University Press, 2001. — 988 p. — (Oxford history of the United States, vol. 9). — Cont.: Prologue: November 11, 1918 — The American people on the eve of the Great Depression — Panic — The ordeal of Herbert Hoover — Interregnum — The hundred days — The ordeal of the American people — Chasing the phantom of recovery — The rumble of discontent — A season for reform — Strike! — The ordeal of Franklin Roosevelt — What the New Deal did — The gathering storm — The agony of neutrality — To the brink — War in the Pacific — Unready ally, uneasy alliance — The war of machines — The struggle for a second front — The battle for northwest Europe — The cauldron of the home front — Endgame — Epilogue: the world the war made. — ISBN 9780195144031. — ISBN 9780195038347. — ISBN 0195144031.